# Werkstattgespräch
Bei einem Werkstattgespräch handelt es sich um eine öffentliche oder nicht-öffentliche Veranstaltung, bei der in einem Gespräch, Dialog oder einer Diskussion bestimmte Themen abgehandelt werden, die besonders künstlerische und/oder wissenschaftliche Projekte betreffen (vergleichbar mit einer Poetikvorlesung). Von einem Werkstattgespräch wird vor allem dann gesprochen, wenn ein künstlerisches und/oder wissenschaftliches Projekt noch nicht abgeschlossen ist (vergleiche dazu auch die Redensart „aus der Werkstatt plaudern“). Im Mittelpunkt steht ein direkter und häufig informeller Erfahrungsaustausch, nicht die Präsentation fertiger Lösungen. Der Begriff Werkstatt sollte daher in diesem Zusammenhang in einem übertragenen Sinn verstanden werden, der das (gemeinsame) Lösen von Problemen oder auch das direkte Üben am Thema betont. Auch das etablierte Lehnwort Workshop betrifft in ähnlicher Form den gemeinsamen, praxisbezogenen Erfahrungsaustausch. Häufig werden Schriftsteller, bildende Künstler, Filmemacher oder Wissenschaftler zu einem Werkstattgespräch eingeladen und dann (beispielsweise von einem anwesenden Moderator) zu ihrer laufenden Arbeit befragt. Häufig werden Werkstattgespräche aufgezeichnet und transkribiert, um anschließend in Buchform (s. Primärliteratur) veröffentlicht werden zu können.

## Beispiele
- Die Gruppe 47 traf sich zu internen Werkstattgesprächen.
- Auf den Lübecker Literaturtreffen, zu denen Günter Grass seit 2005 Schriftsteller der mittleren und jüngeren Generation einlud, fanden, abgeschirmt von der Öffentlichkeit, literarische Werkstattgespräche statt.
- François Truffauts Buch Mr. Hitchcock, wie haben Sie das gemacht? (1966) gibt ein rund 50-stündiges Interview wieder, das Truffaut mit dem Filmregisseur Alfred Hitchcock im August 1962 führte. Das Werkstattgespräch gilt heute als eines der Hauptwerke der Filmwissenschaft.
- Holger Klein spricht für den Baumarkt  Hornbach mit Machern über deren Projekte. Dokumentiert wird diese Unterhaltung in einen monatlich erscheinenden Podcast namens Werkstattgespräche[1].
- Die Christlich-Demokratische Union Deutschlands traf sich im Februar 2019 zu einem politischen Werkstattgespräch zum Thema Flüchtlingspolitik[2]

### Werkstattgespräche
- Kai Splittgerber u. a.: Werkstattgespräche mit Franzobel, Juli Zeh, Katja Lange-Müller, Arno Geiger und Antje Rávic Strubel. Oldenburg: Fruehwerk-Verl. 2008.
- Martin Bruch: Archivar der verschwindenden Dinge: ein Werkstattgespräch mit Jochen Schimmang. Hildesheim: Ed. Paechterhaus 2008.
- Hans-Jürgen Heinrichs: Schreiben ist das bessere Leben: Gespräche mit Schriftstellern (Elfriede Jelinek, Friederike Mayröcker u. a.). München: Kunstmann 2006.
- Stephan Porombka: Die Moderne erzählen: Ein Werkstattgespräch mit Silvio Vietta. Hildesheim: Glück & Schiller Verlag 2006.
- Klaus Bednarz; Gisela Marx: Von Autoren und Büchern: Gespräche mit Schriftstellern. Hamburg: Hoffmann und Campe 1997.
- Volker Harlan: Was ist Kunst?: Werkstattgespräch mit Joseph Beuys. Stuttgart: Urachhaus 1986.
- Heinz Ludwig Arnold: Gespräche mit Schriftstellern (Max Frisch, Günter Grass, Wolfgang Koeppen, Günter Wallraff u. a.). München: Beck 1975.
- François Truffaut: M[iste]r Hitchcock, wie haben Sie das gemacht? München: Hanser 1973.

### Über Werkstattgespräche
- Florian Kessler: Werkstattgespräche: Funktionen und Potentiale einer Form literarischer Praxis. Blumenkamp 2012.